# 绥棱县
绥县在中华人民共和国黑龙江省中部、呼兰河上游，是绥化市下辖的一个县。縣人民政府駐地綏稜鎮園林大街。

## 历史沿革
由绥楞山而得名。1915年设绥楞设治局；1917年1月1日晋升为县，称“绥楞县公署”；1921年6月改为绥棱县。

## 行政区划
下辖4个街道、6个镇、5个乡：
车站街道、建设街道、西北街道、东南街道、绥棱镇、上集镇、四海店镇、双岔河镇、阁山镇、长山镇、靠山乡、后头乡、克音河乡、绥中乡、泥尔河乡、阁山林场、四海店林场、三吉台林场、半截河林场、绥棱林业局、绥棱农场、种马场、良种场和奶山羊场。

## 人口民族
根据(黑龙江省)2020年绥化市第七次全国人口普查主要数据公报显示：全縣常住人口211907人。